# Fontes musicae in Slovacia
Fontes musicae in Slovacia ist eine wissenschaftliche Reihe mit Werken alter slowakischer Musik. Sie erschien in Prag und Bratislava seit 1967.

## Inhaltsübersicht
- 1. Die Sammlung von Tänzen und Liedern der Anna Szirmay-Keczer = Zbierka tancov a piesní Anny Szirmay-Keczerovej / [Ed. pripr. Jozef Kresánek. Prel. Ján Albrecht]. Praha ; Bratislava : Štátne hudobné Vyd., 1967
- 2.–6. Musicalisch-türckischer Eulen-Spiegel : Hudobný turecký Eulenspiegel zo XVII. storočia. Daniel Speer; Alexander Móži; Ján Albrecht; L̕uba Ballová. Bratislava : Opus, 1971-[1980?]
- 7. Opera omnia 1. Magnificat sexti toni. Ján Šimbracký. Bratislava Opus 1982.
- 8. Opera omnia II. Ján Šimbracký, Opus, Bratislava 1991